# Villa Coniglio
Villa Coniglio è stata una villa ad abitazione civile di Paternò, in provincia di Catania, che oggi è sede di un centro diurno per anziani.

## Storia
L'edificio sorse verso la fine del Settecento, su un feudo appartenuto ai baroni Coniglio, ricca e nobile famiglia paternese, i cui membri furono attivi nella politica cittadina:  Don Giuseppe, fu il primo sindaco di Paternò nel periodo successivo all'abolizione dello stato feudale del Principato di Paternò, dal 1820 al 1823, mentre i figli Alessandro e Simone Coniglio, furono rispettivamente deputato al Parlamento siciliano del 1848, in rappresentanza di Paternò, e presidente del Municipio nel biennio 1860-61, ovvero l'ultimo sindaco paternese dell'epoca borbonica.
Per tutto il XIX secolo fu residenza ufficiale dei Coniglio e ritrovo della nobiltà catanese, fino al periodo della prima guerra mondiale: dopo il 1918 infatti, cominciò la lottizzazione del terreno di nove salme (che comprendeva un vasto agrumeto) fino all'esproprio da parte del Comune per costruire le scuole che presero nome da quel terreno appartenuto alla ricca famiglia.
La struttura resistette alla speculazione edilizia che caratterizzò Paternò negli anni cinquanta-sessanta, ed attorno ad essa vi fu la creazione di un nuovo abitato, denominato Quartiere Coniglio. L'immobile fu per anni in stato di totale abbandono, finché non venne acquistato dal Comune di Paternò, che ne avviò la ristrutturazione.
La villa viene aperta nel 2005, come centro di aggregazione per i giovani del vicino quartiere Scala Vecchia-Palazzolo, e centro diurno per anziani, denominata Casa Coniglio.

## Descrizione
A pianta rettangolare ed elevato su due livelli, l'edificio è costruito in stile architettonico tipicamente ottocentesco, con elementi neoclassici.  Prima dell'avvio dell'urbanizzazione della zona, era circondato da un grande giardino, e nel lato inferiore presenta due grandi arcate.